# (200298) 2000 AS229
(200298) 2000 AS229 es un asteroide perteneciente al cinturón de asteroides descubierto el 3 de enero de 2000 por el equipo del Lincoln Near-Earth Asteroid Research desde el Laboratorio Lincoln, Socorro, Nuevo México, Estados Unidos.

## Designación y nombre
Designado provisionalmente como 2000 AS229.

## Características orbitales
2000 AS229 está situado a una distancia media del Sol de 2,729 ua, pudiendo alejarse hasta 3,087 ua y acercarse hasta 2,372 ua. Su excentricidad es 0,130 y la inclinación orbital 12,80 grados. Emplea 1647,19 días en completar una órbita alrededor del Sol.

## Características físicas
La magnitud absoluta de 2000 AS229 es 15,6. 